# Sąd Konstytucyjny (Albania)
Sąd Konstytucyjny w Albanii (sq.Gjykata  Kushtetuese) jest najwyższym organem państwowym, który zapewnia zgodność obowiązujących aktów prawnych, przestrzeganie Konstytucji Albanii z 21 października 1998 roku oraz dokonuje ostatecznej jej wykładni. Dodatkowo gwarantuje przestrzeganie praw i wolności wszystkich obywateli Albanii. Sąd Konstytucyjny podlega jedynie Konstytucji. Funkcjonowanie Sądu Konstytucyjnego reguluje ustawa o organizacji i działaniu Sądu Konstytucyjnego Albanii z 10 lutego 2000 r.

## Pozycja ustrojowa
Sąd Konstytucyjny jest najwyższym organem, która zapewnia zgodność obowiązujących aktów prawnych, przestrzeganie Konstytucji Albanii z 21 października 1998 roku oraz dokonuje ostatecznej jej wykładni. Dodatkowo gwarantuje przestrzeganie praw i wolności wszystkich obywateli Albanii. Sąd Konstytucyjny podlega jedynie Konstytucji. Ma pełną organizacyjną, administracyjną i finansową niezależność do wykonywania konkretnych zadań przewidzianych w Konstytucji i ustawie. Sąd Konstytucyjny zarządza własnym budżetem, który w ramach budżetu państwa jest opracowywany przez sam Sąd i przedstawiany do zatwierdzenia przez Zgromadzenie Republiki Albanii. Działalność Sądu Konstytucyjnego jest nadzorowana i organizowana przez jej przewodniczącego lub w przypadku jego nieobecności, przez jednego z sędziów wyznaczonych przez Prezydenta.

## Podstawy prawne
Regulacje dotyczące funkcjonowania Sądu Konstytucyjnego określone są w Konstytucji Albanii z 1998 r. oraz w ustawie o organizacji i działaniu Sądu Konstytucyjnego Albanii” z 2000 r.

## Kompetencje
Zgodnie z art. 131 Konstytucji Albanii orzeka o: 
- zgodności ustawy z Konstytucją lub z umowami międzynarodowymi
- zgodności umów międzynarodowych z Konstytucją przed ich ratyfikowaniem
- zgodności aktów normatywnych organów centralnych i lokalnych z Konstytucją i z umowami międzynarodowymi
- sporach kompetencyjnych między władzami, jak i między władzą centralną a samorządem terytorialnym
- konstytucyjności partii i innych organizacji politycznych, jak też o ich działalności
- odwołaniu z urzędu Prezydenta Republiki i potwierdzeniu niemożności wypełniania przez niego obowiązków
- w sprawach związanych z wyborem i zakazem łączenia funkcji Prezydenta Republiki i deputowanych, jak i z potwierdzeniem ich wyboru konstytucyjności referendum i potwierdzenia jego wyników
- ostatecznym rozstrzygnięciu skarg indywidualnych o naruszenie praw konstytucyjnych do zgodnego z prawem postępowania sądowego, po uprzednim wyczerpaniu wszystkich środków prawnych dla obrony tych praw[6].

## Skład
Na podstawie art. 125 Konstytucji Albanii
- składa się z dziewięciu  członków, których powołuje Prezydent Republiki za zgodą Zgromadzenia[8];
- Sędziowie powoływani są na dziewięć lat, bez prawa ponownego powołania;
- Sędziowie są wybierani spośród prawników o wysokich kwalifikacjach i z doświadczeniem nie mniejszym niż 15 lat pracy w zawodzie;
- Jedna trzecia członkostwa jest odnawiana co trzy lata w jednej trzeciej, zgodnie z trybem określonym w ustawie „Dotyczącej organizacji i działania Sądu Konstytucyjnego Albanii”;
- Przewodniczący Sądu powoływany jest mianowany ze swego grona przez Prezydenta Republiki za zgodą Zgromadzenia na trzyletnią kadencję;
- Mandat sędziego rozpoczyna się w dniu ślubowania i kończy się tego samego dnia tego samego miesiąca, chyba że Konstytucja stanowi inaczej;
- Sędzia służy dalej, dopóki nie zostanie wyznaczony następca;
- Stanowiska sędziego nie można łączyć z żadną inną działalnością państwową, polityczną lub prywatną;
- Wynagrodzenie sędziego jest równe wynagrodzeniu Prezesa Sądu Najwyższego.

## Wygaśnięcie mandatu sędziego
Zgodnie z art. 127 Konstytucji Albanii mandat sędziego Sądu Konstytucyjnego wygasa, jeśli sędzia:
- - popełnił przestępstwo;
  - nie stawił się do służby bez powodu dłużej niż 6 miesięcy;
  - osiąga wiek 70 lat;
  - rezygnuje;
  - uznany jest za niezdolnego do działania w drodze ostatecznej decyzji sądu[10].
- Wygaśnięcie mandatu sędziego stwierdza Sąd Konstytucyjny i ogłoszone jest orzeczeniem Sądu Konstytucyjnego.
- Wniosek o wypowiedzenie mandatu sędziego składa Prezes Sądu Konstytucyjnego.
- Jeżeli stanowisko sędziego jest nieobsadzone, Prezydent Rzeczypospolitej, za zgodą Zgromadzenia, wyznacza w ciągu miesiąca nowego sędziego, który pozostaje na stanowisku do końca mandatu zmarłego sędziego.
- Sędzia Sądu Konstytucyjnego może zostać odwołany ze stanowiska przez Zgromadzenie przez dwie trzecie jego członków za naruszenie Konstytucji, popełnienie przestępstwa, niezdolności umysłowej lub fizycznej, lub działania i zachowanie, które poważnie dyskredytuje uczciwość i reputację sądową i osobę sędziego. Uchwała Zgromadzenia jest rozpatrywana przez Sąd Konstytucyjny, który po ustaleniu zaistnienia jednego z powyższych powodów stwierdza odwołanie sędziego Sądu Konstytucyjnego.

## Odpowiedzialność sędziów
Zgodnie z art. 128 Konstytucji Albanii
- Sędziowie cieszą się nienaruszalnością w wykonywaniu swoich czynności, mianowicie mają immunitet.
- Sędziowie  nie mogą być pociągnięci do odpowiedzialności prawnej za opinie i głosy za rozpatrywane sprawy.
- Sędzia  nie może być pociągnięty do odpowiedzialności karnej bez zgody Sądu Konstytucyjnego.
- Sędzia może być zatrzymany lub aresztowany jedynie w razie ujęcia go na gorącym uczynku przestępstwa lub bezpośrednio po jego popełnieniu.
- Właściwy organ powiadamia niezwłocznie Sąd Konstytucyjny.
- Jeżeli Sąd Konstytucyjny w ciągu 24 godzin nie wyrazi zgody na postawienie przed sądem aresztowanego sędziego, właściwy organ jest zobowiązany do jego uwolnienia.
- Decyzja Trybunału jest podejmowana większością głosów i musi być uzasadniona. Sędzia, od którego wymagana jest zgoda [do wniesienia oskarżenia], zostaje wysłuchany, ale nie bierze udziału w głosowaniu.

## Składanie skargi do trybunału
Zgodnie z art. 134 Konstytucji  Albanii
- Liczbę sędziów decydujących o przyjęciu skargi indywidualnej do rozpatrzenia określa ustawa.
- Sąd Konstytucyjny orzeka większością wszystkich swoich członków.
- Postępowanie przed Sądem Konstytucyjnym rozpoczyna się jedynie na wniosek:
  - Prezydenta Republiki;
  - Prezesa Rady Ministrów;
  - nie mniej niż jednej piątej deputowanych;
  - Przewodniczącego Najwyższej Kontroli Państwa;
  - każdego sądu zgodnie z art. 145 ust. 2 Konstytucji;
  - Adwokata Ludu;
  - organów samorządu terytorialnego;
  - organów wspólnot religijnych;
  - partii politycznych i innych organizacji,
  - osób indywidualnych.

Adwokat Ludu, organy samorządu terytorialnego, organy wspólnot religijnych oraz osoby indywidualne  mogą przedstawiać wnioski jedynie w sprawach, które wiążą się z ich interesami.

## Orzeczenia Sądu i ich publikacja
Zgodnie z art. 132 Konstytucji Albanii
- Sąd Konstytucyjny orzeka wspólnie. Decyzje podejmują tylko sędziowie, którzy uczestniczą w rozprawie.
- Orzeczenia  mają moc powszechnie obowiązującą i są ostateczne[12].
- Sąd Konstytucyjny ma prawo uchylania tylko tych aktów, które są przedmiotem jego badania.
- Orzeczenia wchodzą w życie w dniu ich opublikowania.

## Stanowisko Sekretarza Generalnego
Art. 14 ustawy o organizacji i działaniu Sądu Konstytucyjnego Albanii z 2000 r. stanowi, iż Sekretarz Generalny jest najwyższym urzędnikiem Sądu Konstytucyjnego, mianowanym przez Zgromadzenie Sędziów Sądu Konstytucyjnego spośród doświadczonych prawników. Prowadzi działalność administracyjną Trybunału Konstytucyjnego, z upoważnienia jego przewodniczącego. Jego prawa i obowiązki są określone w niniejszej ustawie i regulaminie wewnętrznym.

## Siedziba
Siedziba Trybunału Konstytucyjnego znajduje się w stolicy Republiki Albanii w Tiranie.